# Canal latéral à la Garonne
Canal de Garonne, včasih Canal Latéral de la Garonne, je 196 km dolg francoski ]]prekop]] iz sredine 19. stoletja, ki povezuje Toulouse s Castets-en-Dorthe. Preostanek poti do Bordeauxa se uporablja reka Garona. Je nadaljevanje Canal du Midi, ki povezuje Sredozemsko morje s Toulousom.
Vsi skupaj tvorijo Canal des Deux Mers – prekop dveh morij - ki povezuje Sredozemsko morje z Atlantskim oceanom.

## Geografija

### Opis
Prekop poteka vzdolž desnega brega Garone, prečka reko v Agenu prek Agenskega akvadukta, nato se nadaljuje po levem bregu. Povezan je s Canalom du Midi na začetku v Toulousu in se začne pri Castets-en-Dorthe na Garoni, 54 km jugozahodno od Bordeauxa, točke, do koder je reka plovna.
Kanal se oskrbuje z vodo iz Garone iz dveh virov:
- Canal de Brienne v Toulousu, do 7 m3 / dobi iz reke Garone gorvodno od jezu Bazacle
- Črpalna postaja Brax v bližini Agena.

Z izjemo petih zapornic v Montechu, ki jih obide vodna drsina, so vse zapornice dolge 40,5 m in široke 6 m. Zapornice v Montechu so zgrajene v dolžini 30,65 m.
Na prekopu je bilo zgrajenih več kot 100 mostov. Mnogi so bili obnovljeni leta 1933 kot prednapeti betonski ločni mostovi, da bi zadostili zahtevam večjih barž.

### Prekop prečka departmaje
V regiji
Okcitaniji:                             
- Haute-Garonne,
- Tarn-et-Garonne

V regiji Nouvelle-Aquitaine:
- Lot-et-Garonne
- Gironde

### Podatki
Prekop ima širino 18 metrov na nivoju površine vode. Ima 53 zapornic, s skupno razliko v višini 128 metrov. Njegova projektna globina je 2,00 metra, za ugrez 1,80 metra (čeprav je praktični maksimum 1,30 metra, zlasti pri Castets-en-Dorthe, obstaja od junija 2017). Najmanjša svetla višina pod mostovi in drugimi konstrukcijami je 3,60 metra.

## Zgodovina

### Študija projekta in izvora Canal du Midi
Ideja o Canal de Garonne obstaja že od antičnih časov. Pred izgradnjo Canal du Midi je bil prehod med Atlantskim oceanom in Sredozemskim morjem vzdolž španske obale Atlantika in skozi Gibraltarsko ožino. Ta pot, dolga več kot 3000 kilometrov, mornarje pa so ogrožali napadi gusarjev in neurja.
Neron in Avgust v antiki, potem Karel Veliki, Franc I. Francoski, Karl IX. Francoski in Henrik IV. Francoski so bili zainteresirani za gradnjo prekopa, da bi se  izognili poti okoli Španije. Zahtevali so, da se ideja preuči, izdelanih je bilo veliko projektov, a noben ni bil realiziran. Glavna težava je bila oskrba z zadostno količino vode na povodju med Sredozemskim morjem in Atlantikom, da bi se zagotovila neprekinjena plovba.
Med letoma 1614 in 1662 se je pod vplivom Ludvika XIII. in Ludvika XIV. rodilo pet projektov, vendar noben ni rešil problema oskrbe z vodo. Nato je leta 1662 Pierre-Paul Riquet poskušal pripeljati vodo na območje, ki bo postal Canal du Midi (med Toulousom in Sètom), ob povodju blizu Seuil de Naurouze, najvišje točke, razvodnice, od koder voda teče tako v Sredozemsko morje kot Atlantik. Navdihnile so ga teorije Adama de Craponna, ki jih je Hugues Cosnier v začetku istega stoletja uveljavil za canal de Loyre en Seyne (ali canal de Briare). Riquetovo poznavanje hribovja Montagne Noire in njegovih vodotokov mu je omogočilo, da si je zamislil sistem za oskrbo, ki temelji na preusmerjanju vode iz mnogih potokov in rek.
Medtem ko je to omogočilo plovilom, da so prečkali povodje, so morali še vedno uporabljati Garono, da so dosegli ocean, kar je povzročilo večje težave s poplavami in tlemi, saj se je povečala velikost tovornih čolnov.

### Gradnja
Govorilo se je, da je Pierre-Paul Riquet, ko je med leti 1667 in 1668 zgradil kanal Canal Royal du Languedoc  (danes znan kot Canal du Midi) med Sète in Toulousom, predvidel nadaljevanje prekopa bližje Atlantiku: bodoči Canal Latéral à la Garonne. Zaradi zaporednih širitev Versajske palače in slabim financam Ludvika XIV. je kraljestvo izpraznilo blagajno in projekt se nikoli ni uresničil. Še dve stoletji so morali ljudje pluti po Garoni.
Šele leta 1828 so naročili novo raziskavo, ki so jo zaključili leta 1830. To je bilo med francosko industrijsko revolucijo in za njen razvoj je bilo ključnega pomena ustvariti boljše načine prevoza surovin. Čeprav je bil to namen plana Becquey od leta 1821 do 1822, je država šele leta 1832 koncesijo podelila zasebnemu podjetju Magendie-Sion, katerega lastnik je bil Sieur Doin. Akt, ki je omogočil gradnjo prekopa Canal Latéral à la Garonne, je predvideval oskrbo z vodo iz Garone z uporabo prekopa Canal de Saint-Pierre ali Canal de Brienne. Vendar se Sieur Doin s temi obveznostmi ni strinjal; država, ki je opustila svoje pravice, je z novim aktom 9. julija 1835, s katerim so bili določeni novi datumi gradnje, dvignila možnost odvzema koncesije. Sieur Doin je umrl, preden se je delo začelo.
Tretje dejanje leta 1838 je dedičem Sieura Diona dodelilo vsoto 100.000 frankov in dele projekta odkupilo za 150.000 frankov. Projekt je nato vzela država, odgovorni je bil divizijski inšpektor za mostove in ceste Jean-Baptiste de Baudre, delo pa se je začelo leta 1838. Gradnja se je začela na več točkah hkrati, na tisoče delavcev je zgradilo 193 kilometrov kanala in izjemne strukture, kot je znameniti Agenski akvadukt.
Leta 1844 so odprli odsek od Toulousa - Montecha do Montaubana. Prekop je bil odprt za plovbo do Buzet-sur-Baïse leta 1853 in gorvodno do leta 1856.

### Prekop pred letom 1970
Prekop je bil dokončan sočasno z železnico Bordeaux - Sète, ki je sledila isti poti. Prvi vlaki so zapustili postajo Agen leta 1857.
Železnica sprva ni konkurirala vodnemu prometu, kasneje pa je država pravice za izkoriščanje kanala prenesla na Compagnie des chemins de fer du Midi, neposrednega tekmeca ladjarjev. Železniško podjetje je povečalo dajatve za vodni promet, tako da je bila do umika koncesije leta 1898 škoda že storjena: med letoma 1850 in 1893 se je prevoz tovora po prekopu zmanjšal za dve tretjini.
Vendar se je do leta 1970 Canal Latéral à la Garonne še vedno ukvarjal predvsem s prevozom blaga.

### Prekop po letu 1970
V letih pred letom 1970 je bil kanal nadgrajen tako, da je večjim plovilom Freycinet širine omogočil, da se spopadajo s povečanjem prometa na obeh prekopih Canal des deux Mers. Vendar je nova vrsta prometa ohranila povezavo med obema morjema: rečni in kanalski turizem.
Ta se je zelo razvil po letu 1970. Ladje so obiskovalce pripeljale do izjemnih točk naravnega in zgodovinskega pomena. Leta 1996 je bil Canal du Midi tudi uvrščen na seznam Unescove svetovne dediščine, ki je koristila tudi povezovalnemu Canal de Garonne.
Več kot polovica turistične dejavnosti se ukvarja z najemom nelicenciranih plovil: skoraj 1000 čolnov potuje med Sredozemljem in Atlantikom in obratno. Profesionalne storitve s čolni vključujejo hotelske čolne, kot so Saint Louis in restavracije na ladji.
Turistična flota se je iz 12 čolnov leta 1970 povečala na 450 čolnov danes in stalno zaposluje 500 ljudi. Gospodarski učinek te dejavnosti je pomemben, saj se za 10–60 % poveča gospodarstvo, ki se nanaša na prekop v mestih in vaseh, skozi katere poteka. Turistična industrija prispeva 26 milijonov evrov na leto. Prekop je bil obsežno prikazan v BBC-jevi televizijski seriji Ricka Steina v French Odyssey (2005).

## Objekti
- Zapornice: prekop je imel prvotno 56 zapornic, katerim so dodali še 4 za povezavo z Garono pri Castets-en-Dorthe.
- Vodna drsina v Montechu: ta struktura, ki je bila zamisel inženirja Jeana Auberta in je začela delovati leta 1974. Drsina je omogočala obhod petih zapornic z velikimi plovili, vendar je bila po razpadu leta 2009 izvzeta iz uporabe.
- Akvadukti: sedem akvaduktov omogoča, da kanal prečka Garono in njene pritoke, kot je tisti čez reko Baïse. Najpomembnejša dva sta Agenski akvadukt, dolg 600 metrov s 23 loki in akvadukt Cacor v Moissacu nad Tarnom, dolg 356 metrov s 13 loki.
- Dvojna stopnja zapornic v Moissacu omogoča dostop do najnižjega dela Tarna in kratke dolžine Garone, ki jo krmili jez, zgrajen za oskrbo s hladilno vodo v jedrski elektrarni Golfech.[3]
- Canal de Montech, znan tudi kot krak Montauban, zagotavlja povezavo od glavne poti Canal de Garonne v Montechu s Tarnom v Montaubanu. Obstaja predlog, da se ustvari obroč vodne poti z obnovitvijo plovbe do Tarna med Moissacom in Montaubanom.